# مقابله (فیلم ۱۹۹۳)
مقابله (به هندی: Muqabla) یا مبارزه فیلمی محصول سال ۱۹۹۳ و به کارگردانی تاتیننی راما رائو است. در این فیلم بازیگرانی همچون آدیتای پانچولی، گوویندا، فرح، کاریسما کاپور، پارش راوال، آریونا ایرانی، آسرانی، شاکتی کاپور ایفای نقش کرده‌اند.